# Thurner RS

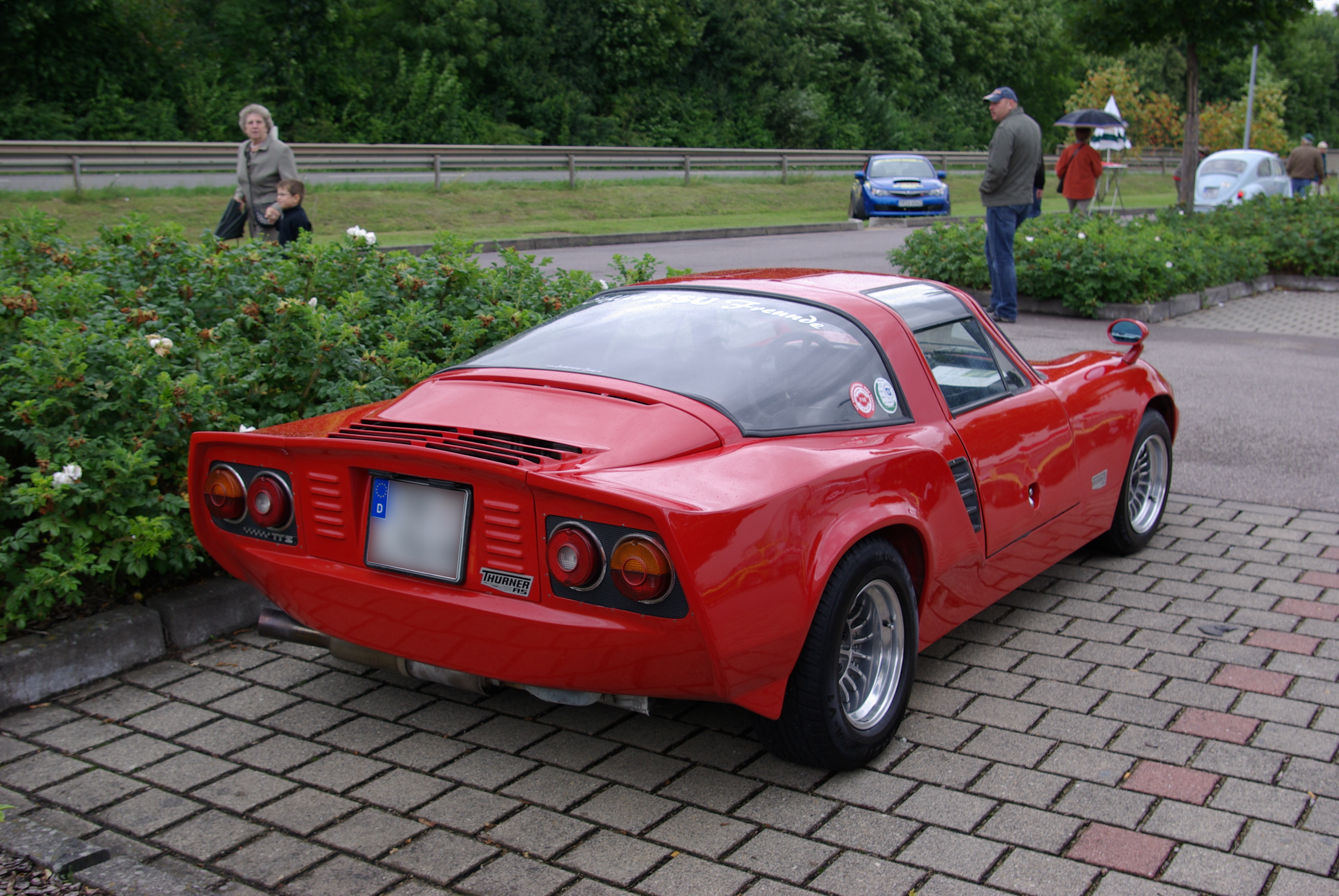
Thurner RS (1974)

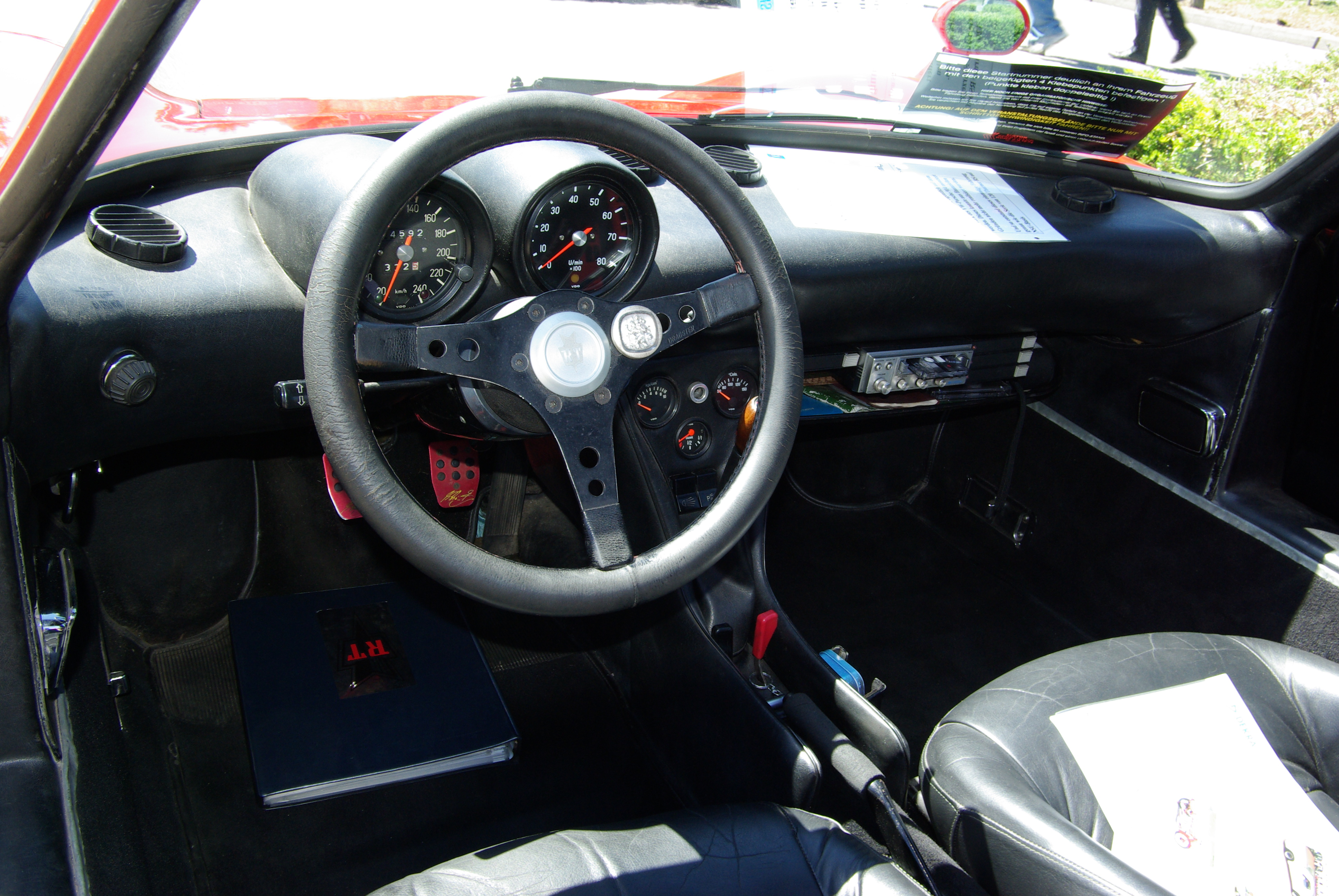
Interieur

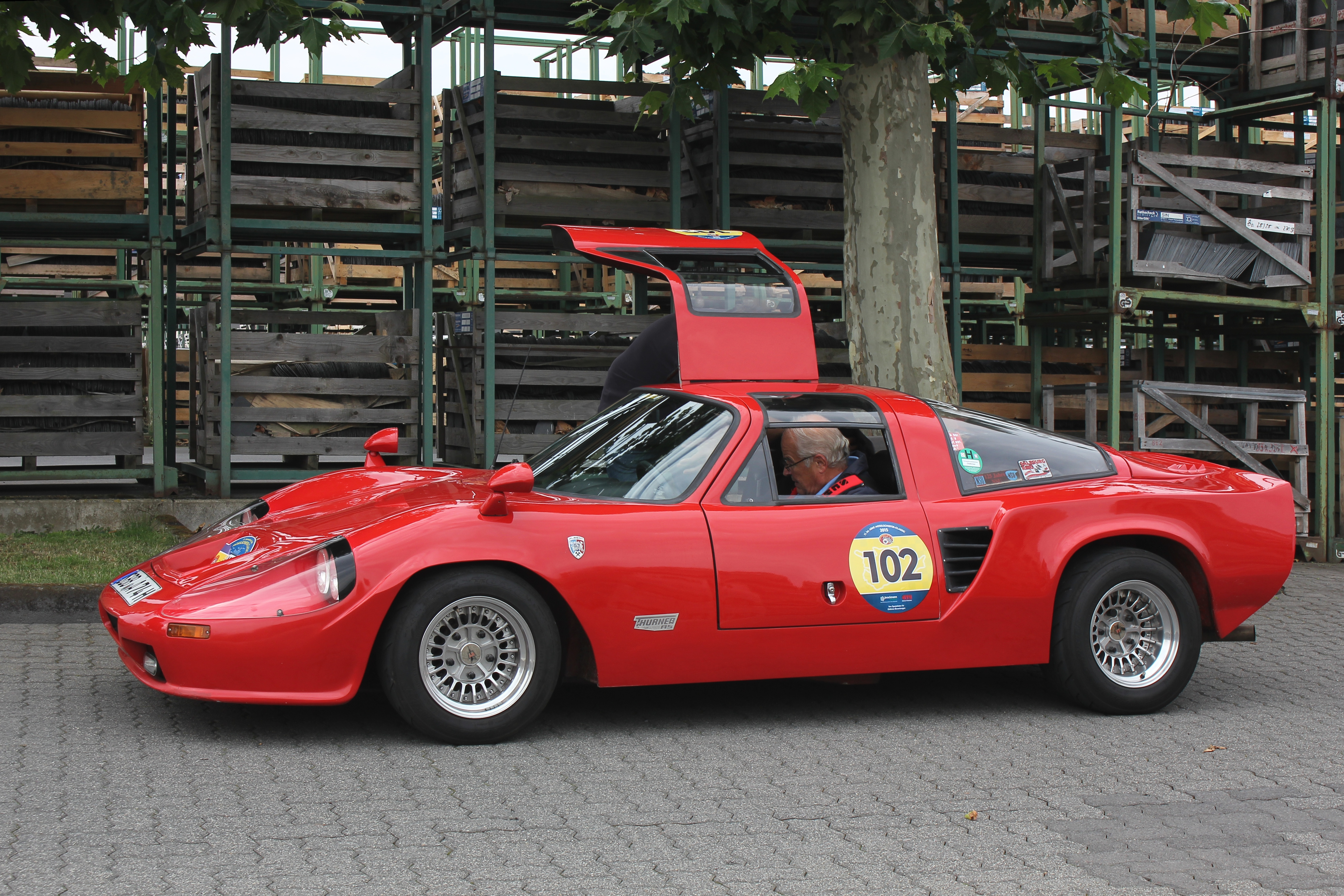
Start zur ADAC Moselschiefer-Classic 2015

Der Thurner RS war ein Sportwagen, den der Versicherungskaufmann Rudolf Thurner 1969 vorstellte und danach in seinem Unternehmen Rudolf Thurner, Karosseriebau & Sportwagen fertigte.

## Entwicklung und Technik
Der Prototyp sowie die ersten sechs Exemplare der Serienwagen entstanden noch in einer alten Schmiede in der Nähe von München-Riem, später wurden die Wagen in den Gebäuden einer ehemaligen Spinnerei in Bernbeuren produziert.
Während der Prototyp noch auf der Bodengruppe eines NSU TT gefertigt wurde, diente bei den Serienwagen die um 100 mm verkürzte Bodengruppe des NSU 1200 C als Basis, mit dem Heckmotor des NSU TT. Darauf wurde die auf einem Stahlrohrrahmen montierte Karosserie aus Fiberglas/Glasfaserverstärktem Kunststoff (GFK) verschraubt.
Der zweisitzige Sportwagen hatte Flügeltüren und unter Plexiglasabdeckungen in der flachen Schnauze die Doppelscheinwerfer des NSU TT. Die Windschutzscheibe stammte vom Porsche 904. Außer der Straßenversion entstand eine Rennversion, der Thurner RS-R, mit einem NSU-Abt-Einspritzmotor, der 135 PS leistete.
Nach 121 gebauten Exemplaren wurde die Produktion 1974 eingestellt, da die Ölkrise die Produktionskosten erheblich verteuerte und Thurners Finanzchef bei einem Autounfall ums Leben kam. Ein weiteres Projekt mit dem Fahrgestell des VW Käfer 1303 und dem Motor des Porsche 914/6 wurde daraufhin nicht mehr weiterverfolgt.

## Technische Daten
| Typ                   | RS                             |
| Bauzeitraum           | 1969–1974                      |
| Aufbauten             | Coupé                          |
| Motor                 | 4 Zyl. Reihe 4-Takt            |
| Ventile               | obenliegende Nockenwelle (ohc) |
| Bohrung × Hub         | 75 mm × 66,6 mm                |
| Hubraum               | 1177 cm³                       |
| Leistung (PS)         | 65                             |
| Leistung (kW)         | 48                             |
| bei Drehzahl (1/min)  | 5500                           |
| Drehmoment (Nm)       | 88,3                           |
| bei Drehzahl (1/min)  | 3500                           |
| Verdichtung           | 9,2 : 1                        |
| Verbrauch             | 10,5 l / 100 km                |
| Getriebe              | 4-Gang                         |
| Höchstgeschwindigkeit | 180 km/h                       |
| Leergewicht           | 640 kg                         |
| Zul. Gesamtgewicht    |                                |
| Elektrik              | 12 Volt                        |
| Länge                 | 3950 mm                        |
| Breite                | 1570 mm                        |
| Höhe                  | 1100 mm                        |
| Radstand              | 2340 mm                        |
| Spur vorne/hinten     | 1280 mm/1248 mm                |
| Wendekreis            | < 10 m                         |
| Reifengröße           | 165/70 SR 13                   |